# Espolla
Espolla é um município da Espanha na comarca de Alt Empordà, província de Girona, comunidade autónoma da Catalunha. Tem 43,6 km² de área e em 2021 tinha 412 habitantes (densidade: 9,4 hab./km²).
O território do município estende-se desde as vertentes sul da Serra da Albera até à planície ampurdanesa.

## Demografia
| Variação demográfica do município entre 1991 e 2004 | Variação demográfica do município entre 1991 e 2004 | Variação demográfica do município entre 1991 e 2004 | Variação demográfica do município entre 1991 e 2004 |
| --------------------------------------------------- | --------------------------------------------------- | --------------------------------------------------- | --------------------------------------------------- |
| 1991                                                | 1996                                                | 2001                                                | 2004                                                |
| 390                                                 | 396                                                 | 369                                                 | 380                                                 |